# Горња Барица
Горња Барица је насељено мјесто у општини Брод, Република Српска, БиХ. Према попису становништва из 2013. у насељу је живјело 164 становника.

## Историја
Насеље је настало 1985. године поделом бившег насеља Барица на насеља Барица Доња и Барица Горња. Ова насеља 1990. године добијају данашња имена Горња Барица и Доња Барица.

## Становништво
Према попису становништва из 1991. године, мјесто је имало 296 становника.
| Демографија (Барица) (Барица) (Барица) (Барица) (Барица) | Демографија (Барица) (Барица) (Барица) (Барица) (Барица) | Демографија (Барица) (Барица) (Барица) (Барица) (Барица) |
| Година                                                   | Становника                                               | Становника                                               |
| -------------------------------------------------------- | -------------------------------------------------------- | -------------------------------------------------------- |
| 1948.                                                    | 414                                                      |                                                          |
| 1953.                                                    | 419                                                      |                                                          |
| 1961.                                                    | 538                                                      |                                                          |
| 1971.                                                    | 586                                                      |                                                          |
| 1981.                                                    | 598                                                      |                                                          |
| 1991.                                                    | 301                                                      |                                                          |
| 2013.                                                    | 164                                                      |                                                          |